# Loriculus tener
Papagaio-morcego-das-bismarck ou lorito-das-bismarck (Loriculus tener) é uma espécie de ave da família Psittacidae.
É endémica da Papua-Nova Guiné.
Os seus habitats naturais são: florestas subtropicais ou tropicais húmidas de baixa altitude.
Está ameaçada por perda de habitat.